# Gary Barlow
Gary Barlow (ur. 20 stycznia 1971 we Frodsham w Cheshire) – brytyjski piosenkarz, autor tekstów, producent muzyczny i pianista. Od 1990 wokalista zespołu Take That.

## Życiorys
W okresie nastoletnim nawiązał współpracę z Markiem Owenem, z którym tworzyli duet Cutest Rush. W 1990 obaj zostali zaproszeni przez menedżera Nigela Martina-Smitha do wzięcia udziału w castingu na potrzeby stworzenia brytyjskiego boysbandu. Po przesłuchaniach wybrano pięcioosobowy skład, tworząc popowy zespół Take That, dla którego większość tekstów piosenek pisał Barlow. Z początkiem 1996 po wydaniu trzech albumów studyjnych grupa zakończyła działalność.

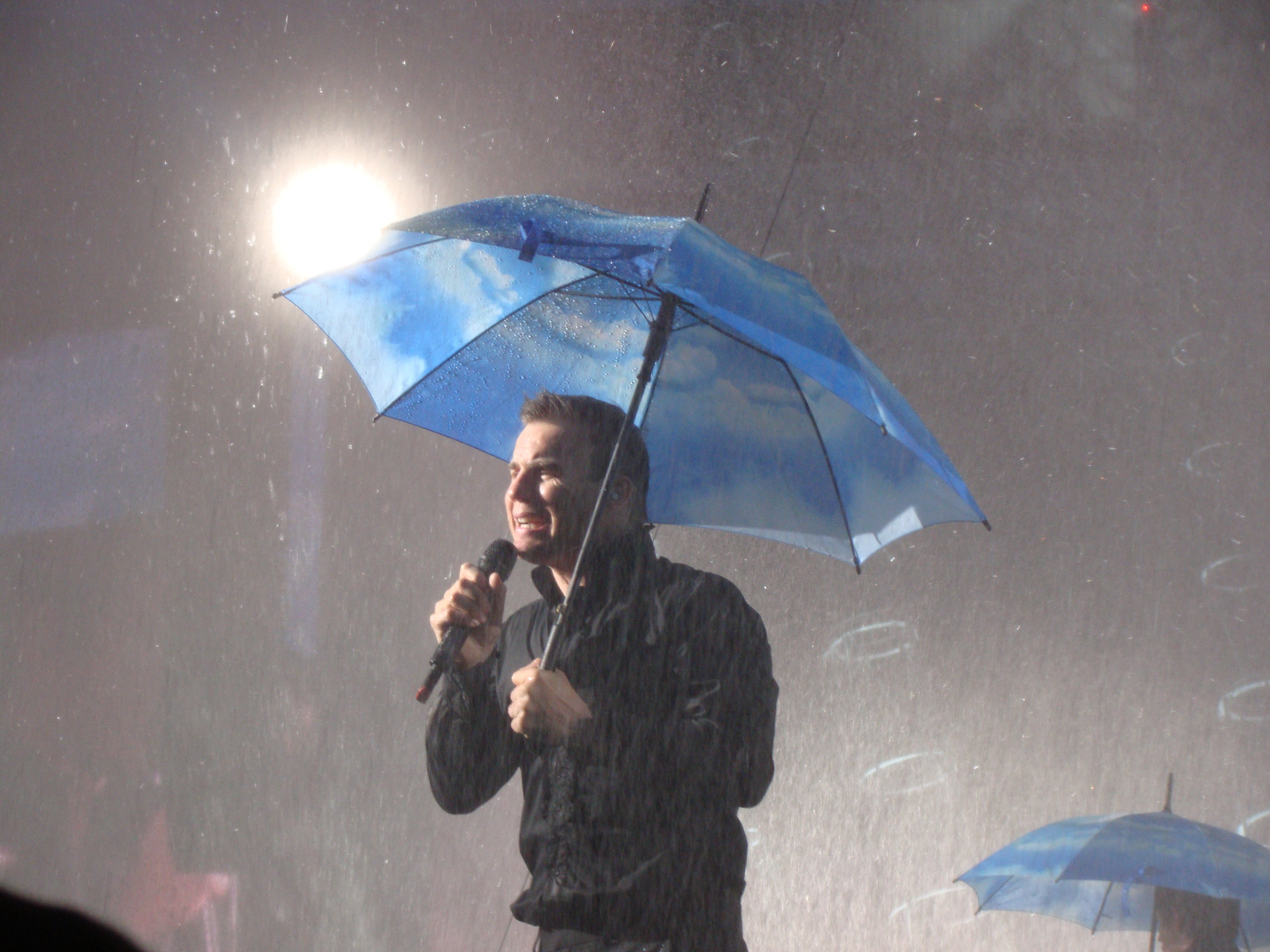
Barlow (2009)

Po rozpadzie zespołu Barlow kontynuował karierę solową, nagrywając dwa albumy: Open Road (1997) z singlem „Forever Love”, który dotarł do pierwszego miejsca na liście UK Singles Chart, oraz album Twelve Months, Eleven Days (1999) z singlem „Stronger”. W 2000 z powodu słabej sprzedaży drugiej płyty, firma BMG/RCA zerwała z piosenkarzem kontrakt. Ten wówczas zaangażował się w pisanie tekstów m.in. dla zespołów Blue i Charlotte Church, a także pracował jako producent m.in. Christiny Aguilery, Atomic Kitten i Eltona Johna.
W 2005 doszło do reaktywacji grupy Take That, co spotkało się z dużym odzewem publiczności, do 2014 zespół wydał cztery albumy studyjne: Beautiful World (2006), The Circus (2008), Progress (2010) i III (2014).
W 2012 wrócił do solowej kariery. Wydał albumy: Sing (2012) i Since I Saw You Last (2013), a drugą z płyt promował singlem „Let Me Go”.

## Charakterystyka muzyczna i inspiracje
Od początku kariery jego muzycznymi wzorami byli Elton John i George Michael.

## Życie prywatne
Żonaty z Dawn, z którą ma syna Daniela oraz córki Emily i Daisy. 4 sierpnia 2012 w Londynie jego żona urodziła martwe dziecko płci żeńskiej, której nadano imię Poppy.

## Publikacje
- Gary Barlow: My Take. Bloomsbury Publishing 2006, ISBN 978-0-7475-8764-4

## Dyskografia

### Albumy solowe
| 1997                           | Open Road                  | 1  | 10 | 25 | 34 | 13 | 30 |
| 1999                           | Twelve Months, Eleven Days | 35 | 67 | –  | –  | –  | –  |
| 2012                           | Sing                       | 1  | –  | –  | –  | –  | 87 |
| 2013                           | Since I Saw You Last       | 2  | 10 | –  | –  | 27 | –  |
| "–" pozycja nie była notowana. |                            |    |    |    |    |    |    |

### Single
| 1996                           | "Forever Love"              | 1  | 3  | 5  | 6  | 6  | 7  | – | –   | Open Road                   |
| 1997                           | "Love Won't Wait"           | 1  | 5  | 35 | 32 | 16 | 53 | 5 | –   | Open Road                   |
| 1997                           | "So Help Me Girl"           | 11 | 14 | 78 | 58 | –  | 36 | – | 44  | Open Road                   |
| 1997                           | "Open Road"                 | 7  | 29 | 63 | –  | –  | –  | – | –   | Open Road                   |
| 1997                           | "Are You Ready Now"         | –  | –  | –  | –  | –  | –  | – | –   | Open Road                   |
| 1998                           | "Hang On In There Baby"     | –  | –  | 69 | –  | –  | –  | – | –   | Open Road                   |
| 1998                           | "Superhero"                 | –  | –  | –  | –  | –  | –  | – | 106 | Open Road                   |
| 1999                           | "Stronger"                  | 16 | –  | 73 | –  | 11 | –  | – | –   | Twelve Months, Eleven Days  |
| 1999                           | "For All That You Want"     | 24 | –  | 94 | –  | 6  | –  | – | –   | Twelve Months, Eleven Days  |
| 1999                           | "Lie To Me"                 | –  | –  | –  | –  | –  | –  | – | –   | Twelve Months, Eleven Days  |
| 2010                           | "Shame" & Robbie Williams   | 2  | 8  | 11 | 4  | –  | 62 | 7 | –   | In and Out of Consciousness |
| 2012                           | "Sing"                      | 1  | 12 | –  | –  | –  | –  | – | –   | Sing                        |
| 2013                           | "Let Me Go"                 | 2  | 8  | 25 | –  | –  | –  | – | –   | Since I Saw You Last        |
| 2014                           | "Face to Face" & Elton John | 69 | 75 | –  | –  | –  | –  | – | –   | Since I Saw You Last        |
| 2014                           | "Since I Saw You Last"      | 65 | –  | –  | –  | –  | –  | – | –   | Since I Saw You Last        |
| "–" pozycja nie była notowana. |                             |    |    |    |    |    |    |   |     |                             |